# Julius von Bumke
Karl Friedrich Ferdinand Julius von Bumke (* 21. Mai 1832 in Zehdenick; † 31. Januar 1903 in Berlin-Schöneberg) war preußischer Generalleutnant und Inspekteur der 3. Ingenieurinspektion.

## Leben

### Herkunft
Seine Eltern waren der Apothekenbesitzer und Stadtrat von Zehdenick August Ferdinand Bumke († 24. August 1845) und dessen Ehefrau Luise Wilhelmine Emilie, geborene Groschuff (1803–1850).

### Werdegang
Er erhielt seine Schulbildung auf dem Gymnasium in Brandenburg an der Havel, im Grauen Kloster in Berlin sowie der Ritterakademie in Brandenburg. Nach seinem Abschluss ging er am 1. Oktober 1849 als Avantageur in die 5. Pionierabteilung. Am 1. Oktober 1850 kam er in die 3. Pionierabteilung, bevor er am 31. Dezember 1850 als Portepeefähnrich in die 4. Pionierabteilung versetzt wurde. Dort war er vom 15. Januar 1861 bis zum 30. Juni 1852 in die Vereinigte Artillerie- und Ingenieurschule abkommandiert. In dieser Zeit wurde er am 3. April 1752 als außeretatmäßger Seconde-Lieutenant in die 3. Ingenieurinspektion versetzt und am 6. Juni 1853 in die 6. Pionierabteilung. Nach seiner Rückkehr dauerte es bis zum 1. Juni 1854, bis er in den Etat übernommen wurde, am 1. November 1856 wurde er dann Adjutant der 7. Pionierabteilung. Am 14. März 1859 kam er dann zu Fortifikationsdiensten in die Festung Mainz, wo er am 3. September 1859 zum Premier-Lieutenant befördert wurde. Am 5. April 1861 kam er zur 2, Reserve-Pionierkompanie und war vom 1. Oktober 1861 bis zum 31. März 1864 in die Allgemeine Kriegsakademie abkommandiert, ab dem 1. April 1864 war er nach Paris abkommandiert und sich in der französischen Sprache zu vervollkommnen. In dieser Zeit wurde er am 3. Juni 1864 zum Hauptmann befördert. Nach seiner Rückkehr kam er am 3. April 1866 als Adjutant in die 3. Ingenieurinspektion. Während des Deutschen Krieges von 1866 war er in Südwestdeutschland im Einsatz. Er wurde am 11. August 1866 dem Chef des Generalstabes zur Verfügung gestellt, aber schon am 30. Oktober 1866 kam er in den Generalstab des VIII. Armeekorps. Nach dem Krieg wurde er am 30. April 1867 zu einer Erkundungsreise nach Frankreich geschickt. Am 22. März 1868 war er zum Major befördert worden und wurde am 1. Februar bis zum 31. März 1869 nochmal nach Frankreich geschickt. Im Vorfeld des  Deutsch-Französischen Krieges war er vom 10. Januar bis zum 8. Juni 1871 mit der Wahrnehmung der Geschäfte als Oberquartiermeister der I. Armee beauftragt. Während des Feldzuges kämpfte er in den Schlachten bei Spichern, Colombey, Vionville, Gravelotte, Amiens, an der Hallue, Bapaume und St. Quentin. Ferner war er bei der Belagerung von Metz und der Beschießung der Zitadelle von Amiens sowie den Gefechten bei Berteaucourt, Bosc-le-hard und Buchy. Dafür erhielt er am 20. September 1870 das Eiserne Kreuz II. Klasse, am 6. Januar 1871 auch das Eiserne Kreuz I. Klasse sowie am 24. Februar 1871 für St. Quentin auch den Pour le Mérite.
Nach dem Krieg wurde er am 16. März 1872 als Kommandeur in das I. Bataillon des 74. Infanterieregiments versetzt. Am 22. März 1873 stieg er zum Oberstleutnant auf. Er wurde am 12. Dezember 1874 dann mit der Führung der Geschäfte als Chef des Stabes der Generalinspektion des Ingenieur- und Pionierkorps beauftragte, dazu wurde er à la suite des Ingenieurkorps gestellt. Am 12. Oktober 1875 wurde er als wirklicher Chef des Stabes einrangiert. Er wurde am 22. März 1876 zum Oberst befördert und am 18. Januar 1880 mit dem Kronen-Orden II. Klasse ausgezeichnet. Am 13. September 1882 erhielt er die Beförderung zum Generalmajor, am 15. Mai 1883 kam er dann als Inspekteur in die 2. Ingenieurinspektion, dazu wurde er Präses der Prüfungskommission des Ingenieurkorps. Er erhielt dazu am 18. Januar 1884 den Roten Adlerorden II. Klasse mit Eichenlaub und wurde am 20. September 1885 als Inspekteur in die 3. Ingenieurinspektion versetzt. Aber schon am 15. Oktober 1884 wurde er mit Pension zur Disposition gestellt. Außerdem bekam er am 22. März 1887 den Charakter als Generalleutnant.
In Anerkennung seiner im Kriege wie im Frieden geleisteten guten Dienste wurde er am 18. Januar 1896 in den preußischen Adel erhoben. Er starb unverheiratet am 31. Januar 1903 in Berlin-Schöneberg und wurde am 3. Februar 1903 auf dem Militärfriedhof in der Hasenheide beigesetzt.